# Gasela dama
La gasela dama (Nanger dama) és una gasela en perill d'extinció que viu en diversos països de l'Àfrica Septentrional. El seu hàbitat són els deserts i les estepes nord-africanes. A Espanya és criada en captivitat al Parc de Rescat de la Fauna Sahariana, situat a la província d'Almeria. Anteriorment se la classificava dins del gènere Gazella.

## Descripció
Nanger dama és l'espècie de gasela més gran que viu a l'Àfrica, al desert del Sàhara i al Sahel. A causa de les seves amenaces biològiques i humanes, s'ha convertit en una espècie en perill crític d'extinció i les poblacions naturals d'aquesta espècie només queden al Txad, Mali i Níger.

## Anatomia general
La gasela dama és un antílop de mida mitjana, prim i estilitzat, amb un coll considerablement llarg i també potes llargues. Aquestes cames increïblement llargues els permeten adaptar-se a l'ambient càlid del desert. Les banyes estan presents en ambdós sexes, encara que més grans i gruixudes en els mascles, i no són molt llargues. El coll i l'esquena són de color marró vermellós, mentre que el cap, la part inferior del cos i la cua són de color blanc.
Fa entre 90 i 120 cm (35 i 47 polzades) d'alçada a l'espatlla, pesa entre 35 i 75 kg (77 i 165 lliures) i té una vida útil de fins a 12 anys en estat salvatge o 18 en captivitat.

## Taxonomia
La gasela dama va ser descrita com a Nanger dama per Peter Simon Pallas a la seva obra Miscellania Zoològica del 1766.
Les gaseles dama, junt amb les gaseles de Grant i gaseles de Soemmerring, donen nom a al gènere Nanger, dins de la subfamilia Antilopini englobat a la familia Bovidae. A un nivell taxonòmic més alt, es troben dins de l’ordre dels artiodàctils, un ordre que pertany al grup de mamífers, dins dels cordats del regne Animal.

## Subespècies
La gasela dama es divideix generalment en tres subespècies en funció del color de l'esquena, els flancs i les anques de l'animal:
- N. dama dama
- N dama mhorr
- N. dama ruficollis

## Alimentació
La seva alimentació es basa en una dieta herbívora: menja herba, llavors i fulles d'arbusts i arbres com les acàcies, als quals accedeix aixecant-se sobre les potes del darrere. Com a adaptació al medi extremadament sec en què viu, és capaç de passar llargues estades sense beure aigua.

## Comportament
A diferència de molts altres mamífers del desert, la gasela dama és una espècie diürna, és a dir, és activa durant el dia. Sempre en alerta, la gasela dama utilitza un comportament anomenat stotting (també anomenat pronking o pronking, mots en Anglès) per advertir els membres del ramat del perill. El stotting implica que l'animal salti amunt i avall amb les quatre potes rígides, de manera que les seves extremitats surten i toquen el terra alhora.
Els mascles també estableixen territoris i, durant l'època de reproducció, exclouen activament altres mascles madurs. Marquen els seus territoris amb piles d'orina i fem i secrecions de glàndules properes als ulls.

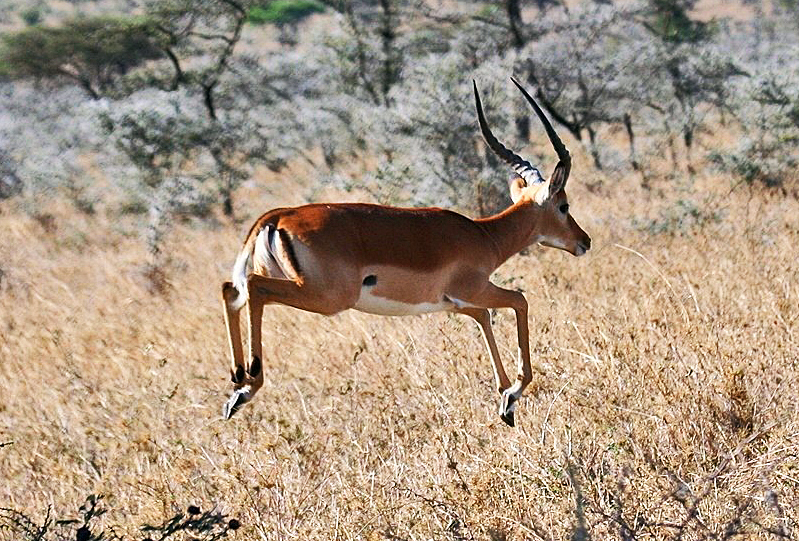
Gasela dama jove fent el moviment de "stotting"

## Reproducció - Gestació

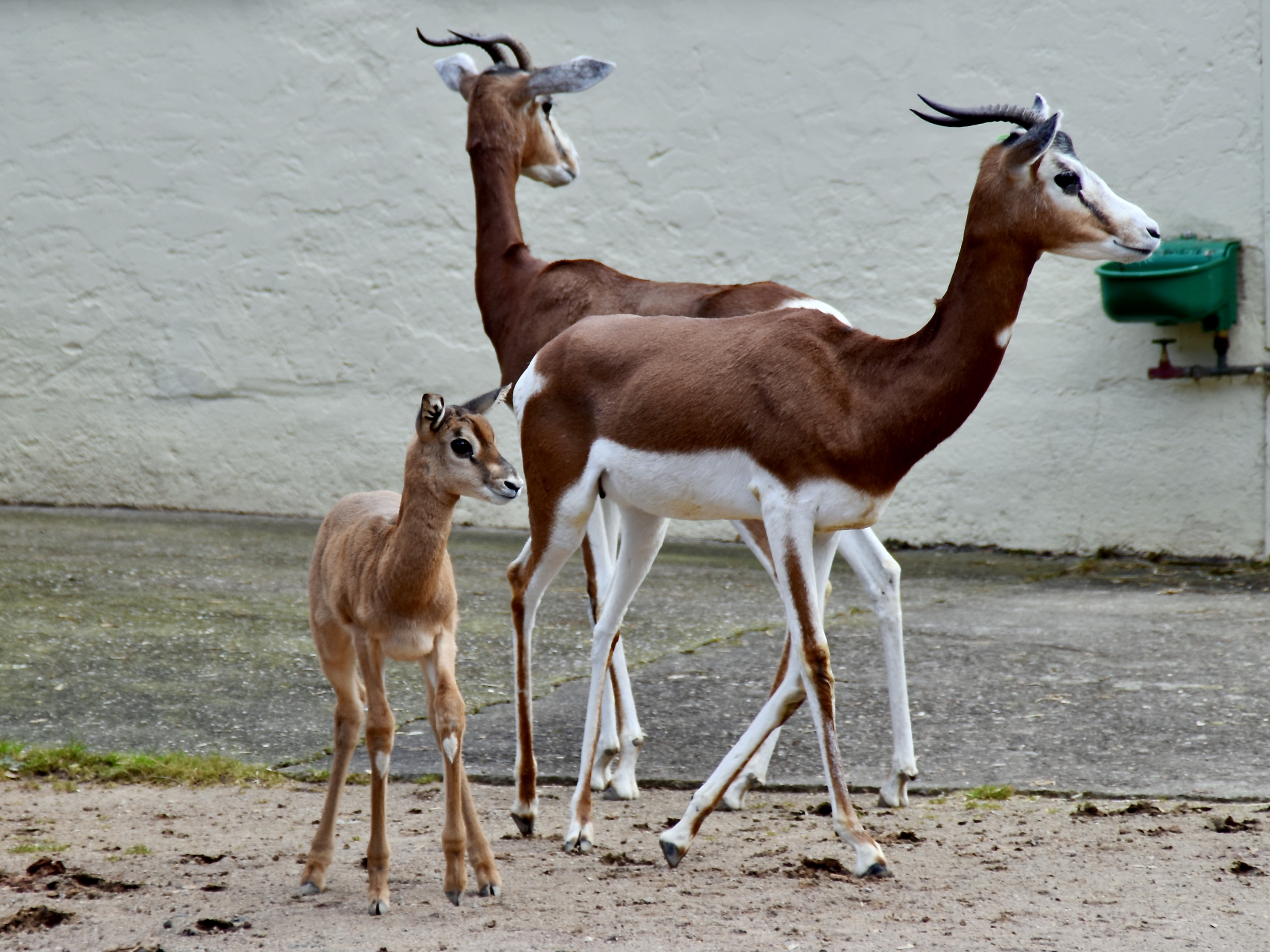
Gaseles dames adultes i una cria al zoo de Frankfurt

La gestació dura uns sis mesos i normalment neix una sola cria a cada part. En els primers temps, les cries s'aturen a terra per passar desapercebudes i la mare, si detecta depredadors als voltants, corre i es mou sorprenentment en una altra direcció per allunyar-los de la seva posició.

## Estatus de conservació
El nombre d'aquesta espècie en estat salvatge ha caigut un 80% durant l'última dècada. La UICN ara el classifica com a en perill crític d'extinció amb una població salvatge de menys de 500 individus (la revisió més recent suggereix que són vora els 300). Un dels motius és que aquesta espècie és present a països que destinen pocs recursos a la seva conservació i que els parcs nacionals no estan ben vigilats i encara s'hi produeix la caça furtiva.

### Estatus de les subespècies
| Espècie            | |
| ------------------ | --- |
| N. dama dama       | Només es manté en captivitat al zoològic d'Al Ain als Emirats Àrabs Units, i és molt rar en estat salvatge.                                  |
| N dama mhorr       | Està extint en estat salvatge però present en programes de cria en captivitat a Europa, Amèrica del Nord, el nord d'Àfrica i l'Orient Mitjà. |
| N. dama ruficollis | Està present en programes de cria en captivitat a Europa, Amèrica del Nord i Orient Mitjà, i molt rar en estat salvatge                      |

### Amenaces a la supervivència

#### Amenaces humanes
La destrucció de l'hàbitat ha provocat la destrucció dels arbres dels quals s'alimenta aquesta gasela perquè no pugui menjar. Una altra amenaça potencial és el turisme: els turistes volen fer fotos d'aquesta espècie en perill d'extinció i, en fer-ho, es poden percebre com una amenaça, especialment durant l'estació calorosa, de manera que les gaseles fugiran del perill percebut i, a l'estació calorosa, es poden sobreescalfar i morir d'estrès.

#### Amenaces biològiques
La gasela dama no necessita molta aigua, però en necessita més que altres animals del desert, per la qual cosa, durant l'època de sequera mor per falta d'aigua. L'entorn s'ha tornat poc adequat per a això. La pressió de l'hàbitat derivada de l'activitat ramadera és un altre motiu del declivi, igual que les malalties introduïdes pel bestiar.